# ARC Intrépido (1972)
ARC Intrépido (S-21) – kolumbijski okręt podwodny z lat 70. XX wieku, pierwsza jednostka podwodna w Marynarce Kolumbii. Był jednym z dwóch zakupionych przez Kolumbię włoskich miniaturowych okrętów podwodnych typu SX-506. Został zbudowany w stoczni Cos.Mo.S. w Livorno i przyjęty do służby 17 kwietnia 1973 roku. Okręt został skreślony z listy floty 2 grudnia 2013 roku w Cartagenie.

## Projekt i budowa
„Intrépido” został zamówiony przez Marynarkę Kolumbii w stoczni Cos.Mo.S. w Livorno. 7 sierpnia 1972 roku na pokładzie statku transportowego został przewieziony do Kolumbii. 

## Projekt i dane taktyczno–techniczne
„Intrépido” był miniaturowym okrętem podwodnym o długości całkowitej 23 metry, szerokości 2 metry i zanurzeniu 4 metry. Wyporność w położeniu nawodnym wynosiła 58 ton, a w zanurzeniu 70 ton. Okręt napędzany był na powierzchni i w zanurzeniu przez siłownię diesel-elektryczną Cummins o mocy 300 KM. Jednośrubowy układ napędowy pozwalał osiągnąć prędkość 8 węzłów na powierzchni i 6 węzłów w zanurzeniu. Zasięg wynosił 1200 Mm przy prędkości 7 węzłów w położeniu nawodnym.
Uzbrojeniem okrętu były miny morskie MK21. Oprócz tego okręt mógł przenosić dwa pojazdy podwodne i przyjąć na pokład ośmiu nurków z ładunkami wybuchowymi o masie do 2050 kg.
Załoga okrętu składała się z 5 osób.

## Przebieg służby
Uroczyste przyjęcie do służby ARC „Intrépido”, pierwszego w dziejach Kolumbii okrętu podwodnego, nastąpiło 17 kwietnia 1973 roku, w obecności prezydenta Misaela Pastrana Borrero. Dowódcą jednostki został kpt. mar. Rafael Diaz Rusi, który 6 listopada 1973 roku dokonał pierwszego, historycznego zanurzenia w wodach Morza Karaibskiego, na głębokość 30 metrów.
Okręt został skreślony z listy floty 2 grudnia 2013 roku w Cartagenie.